# Guido Barendson
Guido Barendson (Milano, 28 settembre 1951) è un giornalista e conduttore televisivo italiano.

## Biografia
È nipote di Maurizio Barendson, noto giornalista sportivo e conduttore televisivo Rai, attivo tra gli anni '60 e gli anni '70.
Nel 1973 collabora con L'Espresso, fonda nel 1974 Radio antenna musica - RAM 102. Nel 1976 passa a La Repubblica, presso cui, dopo essersi occupato di cronaca, passa agli esteri. Segue la Guerra del Libano (1979-1991), i conflitti del Golfo e quello Arabo-israeliano. Nel 1992 passa al TG5, dove si occupa come redattore capo di cronaca e politica estera. Diventa nel 1996 direttore della comunicazione e delle relazioni esterne della RAI. Nel 1998 passa alla conduzione del TG2.
Negli anni 1999 e 2000 co-conduce il programma Domenica In. Nel 2000 presenta a Venezia, insieme a Maria Grazia Capulli, il Premio Campiello. Tra il 2002 e il 2003 è il conduttore di Linea verde, settimanale di Rai 1, tornando poi al TG2. Ha scritto per la guida gastronomica de L'Espresso e per il mensile Week end & Viaggi.
Da gennaio 2008 è il direttore del canale satellitare RaiSat Gambero Rosso (dal 2009, Gambero Rosso Channel).